# Masagua
Masagua è un comune del Guatemala facente parte del dipartimento di Escuintla.
Le prime notizie storiche riguardo a Masagua si riferiscono all'epoca coloniale, quando ospitava una chiesa dedicata alla Madonna, nota meta di pellegrinaggi. Alla fine del XVIII secolo era un villaggio di 25 famiglie con 104 abitanti. Il comune venne istituito il 1º maggio 1830.